# HMS Majestic (1785)
HMS Majestic (Корабль Его Величества «Маджестик») — 74-пушечный линейный корабль третьего ранга. Первый корабль Королевского флота, названный HMS Majestic. Второй линейный корабль типа Canada. Заложен в июне 1782 года. Спущен на воду 11 декабря 1785 года на верфи в Дептфорде . Относился к так называемым «обычным 74-пушечным кораблям», нёс на верхней орудийной палубе 18-фунтовые пушки. Принимал участие в Славном первом июня и в Сражении при Абукире.

## Служба

### Французские войны
Весной 1794 года Majestic под командованием капитана Чарльза Коттона вместе с Флотом Канала вышел в море на перехват важного французского конвоя с зерном из Северной Америки. Найдя 5 мая французский флот все ещё в Бресте, эскадра повернула в Атлантику, с намерением встать между конвоем и его будущим охранением. 28 мая фрегаты лорда Хау обнаружили французский флот, но те оказались с наветра, так что британцам было затруднительно принудить их к бою.
29 мая Хау попытался с подветра прорвать французскую линию. С дюжину британских кораблей, в том числе и Majestic, вступили с серьёзную перестрелку, и хотя некоторые имели повреждения, ни один не нуждался в помощи верфи, все остались в строю. Majestic получил незначительные повреждения такелажа и потерял одного убитого и 13 раненых. Иначе обстояло у французов: нескольким пришлось вернуться в Брест, но их заменили 5 кораблей Нейи, которым повезло найти свой флот на следующий день.
1 июня оба флота сформировали линию на расстоянии 6 миль друг от друга. План адмирала, доведенный, как у него заведено, до всех капитанов, состоял в том, чтобы каждый из кораблей прорезал линию в своем месте, повернул параллельно ей и вступил в бой с подветра, дабы предотвратить бегство любых повреждённых французов. Majestic находился в арьергарде британской колонны и почти не принимал участия в ближнем бою. Вместо этого капитан Коттон направил свои корабль для охраны захваченных ранее
французских кораблей. На борту Majestic 2 человека погибло и 5 получили ранения.

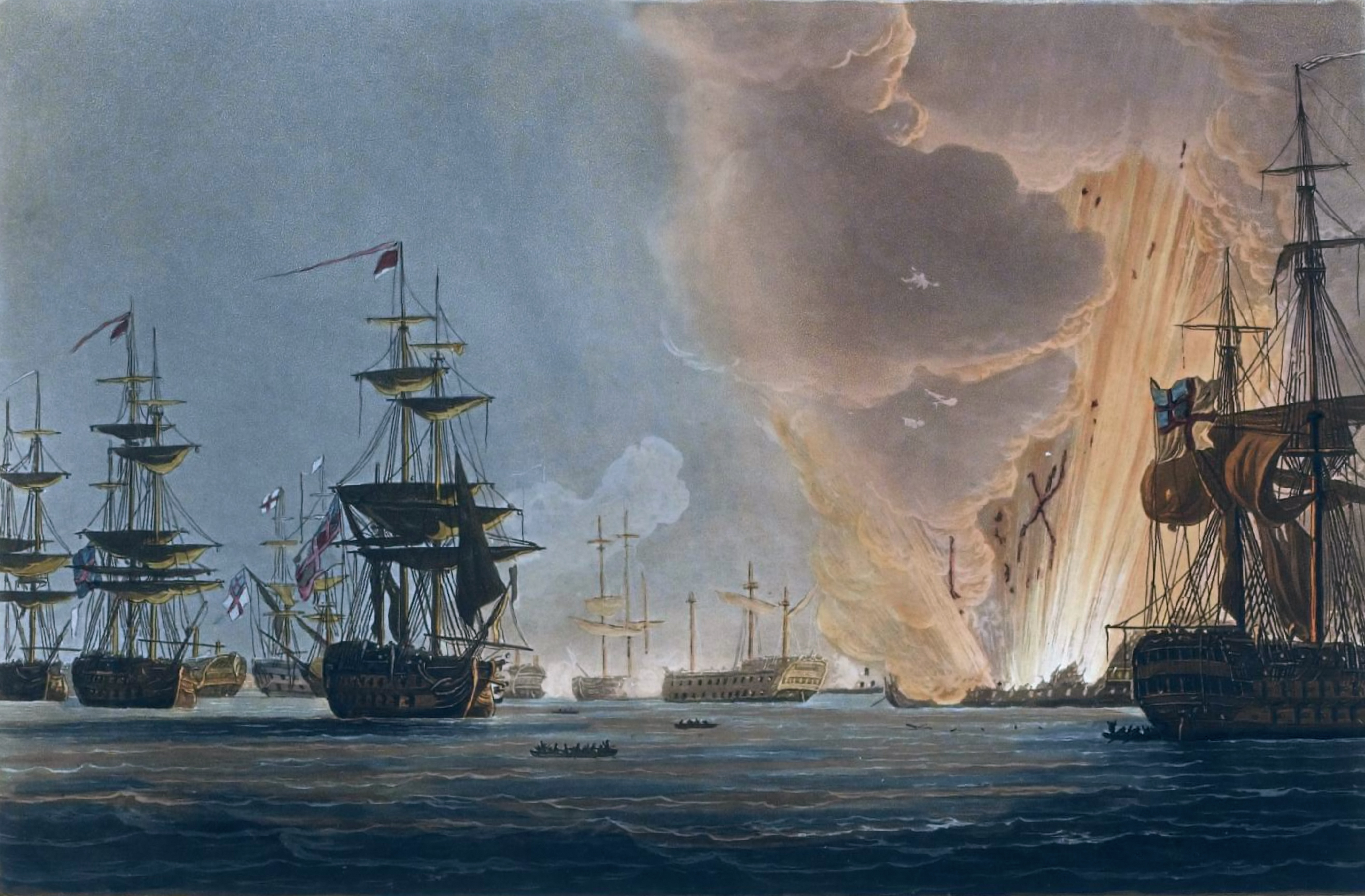
Взрыв Orient

1 августа 1798 года Majestic, под командованием капитана Джорджа Благдена Уэсткотта, принял участие в Битве на Ниле. Majestic совместно с HMS Bellerophon атаковали центр французской эскадры и в течение нескольких часов были вынуждены вести бой против превосходящих сил противника: Bellerophon против 120-пушечного Orient, а Majestic против 80-пушечного Tonnant, который по своей мощи не уступал британским 98-пушечным. При этом Majestic сцепился с Tonnant, запутавшись в его вантах, и лишился возможности маневрировать. Менее чем через пол часа после начала боя с Tonnant, Majestic потерял своего капитана, который был убит из мушкета и командование Majestic перешло к его первому лейтенанту Роберту Катберту. Он смог освободить корабль и отойти к югу, встав между Tonnant и следующим французским кораблем Heureux, благодаря чему смог вести огонь с обоих бортов. Вскоре на помощь Majestic подошло ещё несколько британских кораблей, а после того как французский флагман Orient взорвался, преимущество оказалось на стороне англичан. Heureux вскоре сел на мель и сдался, но Tonnant продолжал вести бой ещё несколько часов, и сдался только тогда, когда стало ясно, что он уже не в состоянии сбежать вместе с другими французскими кораблями. Командир французского корабля Пети-Туар погиб.  В сражении Majestic получил очень тяжёлые повреждения, лишился грот- и бизань-мачты, а также потерял 50 человек убитыми и 143 ранеными.
22 февраля 1799 года 14-пушечный шлюп Espoir, под командованием капитана Джеймса Сандерса, захватил испанский 14-пушечную шебеку Africa на испанском побережье. Majestic находился на расстоянии 5-6 миль от места боя, но из-за неблагоприятного ветра не смог оказать поддержку британскому шлюпу. Espoir и Majestic разделили призовые деньги за шебеку, чьё полное имя было Nostra Senora de Africa.
4 апреля 1799 года Majestic и шлюп Transfer атаковали французский 16-пушечный капер, который укрылся под
защитой форта в нескольких милях восточнее Велес Малаги, где он и был уничтожен катерами с Majestic, под командованием лейтенанта Богера. Призовые деньги были выплачены в 1828 году, почти 30 лет спустя.

### Наполеоновские войны
В августе-сентябре 1807 года Majestic под командованием капитана Джорджа Харта принял участие в осаде и бомбардировке Копенгагена, завершившейся капитуляцией города и передачей всего датского флота англичанам.
В 1812—1813 годах Адмиралтейство решило срезать быстрые 74-пушечные из «обычных», и выбрало три: HMS Majestic, HMS Goliath и HMS Saturn. В 1813 году у Majestic была срезана верхняя палуба, при этом он сохранил нижнюю орудийную палубу с 28 длинными 32-фунтовыми пушками, а на верхней, вместо 28 длинных 18-фунтовых пушек, было установлено столько же 42-фунтовых карронад, а также две длинные 12-фунтовых пушки в качестве погонных орудий. В результате он стал 58-пушечным двухдечным фрегатом, с экипажем из 495 матросов и офицеров.
2 февраля 1814 года, Majestic под командованием капитана капитана Джон Хейса находился в 36° 41' северной широты и 22 ° 11'
западной долготы в поисках американского фрегата Constitution, который отплыл из Бостона 1 января, когда был замечен неизвестный корабль, который, как оказалось, был 20-пушечным американским капером Wasp из Филадельфии. Majestic поднял все паруса и продолжал преследование капера до рассвета 3 февраля, когда находясь в четырёх милях от Wasp, он заметил три подозрительных корабля и бриг. Ими оказались два французских 40-пушечных фрегата Atalante и Terpsichore со своими призами. Majestic отказался от погони за Wasp и атаковал испанские фрегаты. В результате ему удалось захватить фрегат Terpsichore, но сильное волнение моря и наступление сумерек вынудило Majestic остаться со своим призом и отказаться от погони за вторым фрегатом. В результате боя Terpsichore потерял 3 человека убитыми, 6 ранеными и ещё 2 утонули; Majestic потерь не понес.
22 мая 1814 года Majestic отбил бывшую британскую военно-морскую шхуну Dominica, которую американский капер Decatur захватил за год до этого. Во время её повторного захвата Dominica плыла с каперским патентом, с командой из 38 человек, и была вооружена четырьмя 6-фунтовыми пушками.
В 1816 году Majestic сел на мель, после чего был отправлен на слом и разобран .